# Расник
Расник (болг. Расник) — село в Болгарии. Находится в Перникской области, входит в общину Перник. Население составляет 414 человек.

## Политическая ситуация
В местном кметстве Расник, в состав которого входит Расник, должность кмета (старосты) исполняет Венцислав Карамфилов Любенов (СЪЮЗ ЗА ПЕРНИК - ЗНС ХСС, ЗЕМЕДЕЛСКИ НАРОДЕН СЪЮЗ) по результатам выборов правления кметства.
Кмет (мэр) общины Перник — Росица  Йорданова Янакиева (коалиция в составе 2 партий: Болгарская социал-демократия (БСД), Болгарская социалистическая партия (БСП)) по результатам выборов в правление общины.